# Station Les Champs Forts
Station Les Champs Forts is een spoorwegstation in de Franse gemeente Esbly. Het station is gesloten sinds 29 september 2008 vanwege het lage aantal reizigers per dag op het station (gemiddeld 6 per dag). Voor de sluiting stopte de Transilien-trein tussen Esbly en Crécy-la-Chapelle, behorende bij Lijn P er. Deze reden sindsdien het station voorbij zonder te stoppen. Sinds 2025 is de aanliggende spoorlijn in gebruik door Tramlijn 14 van de Tram van Île-de-France.

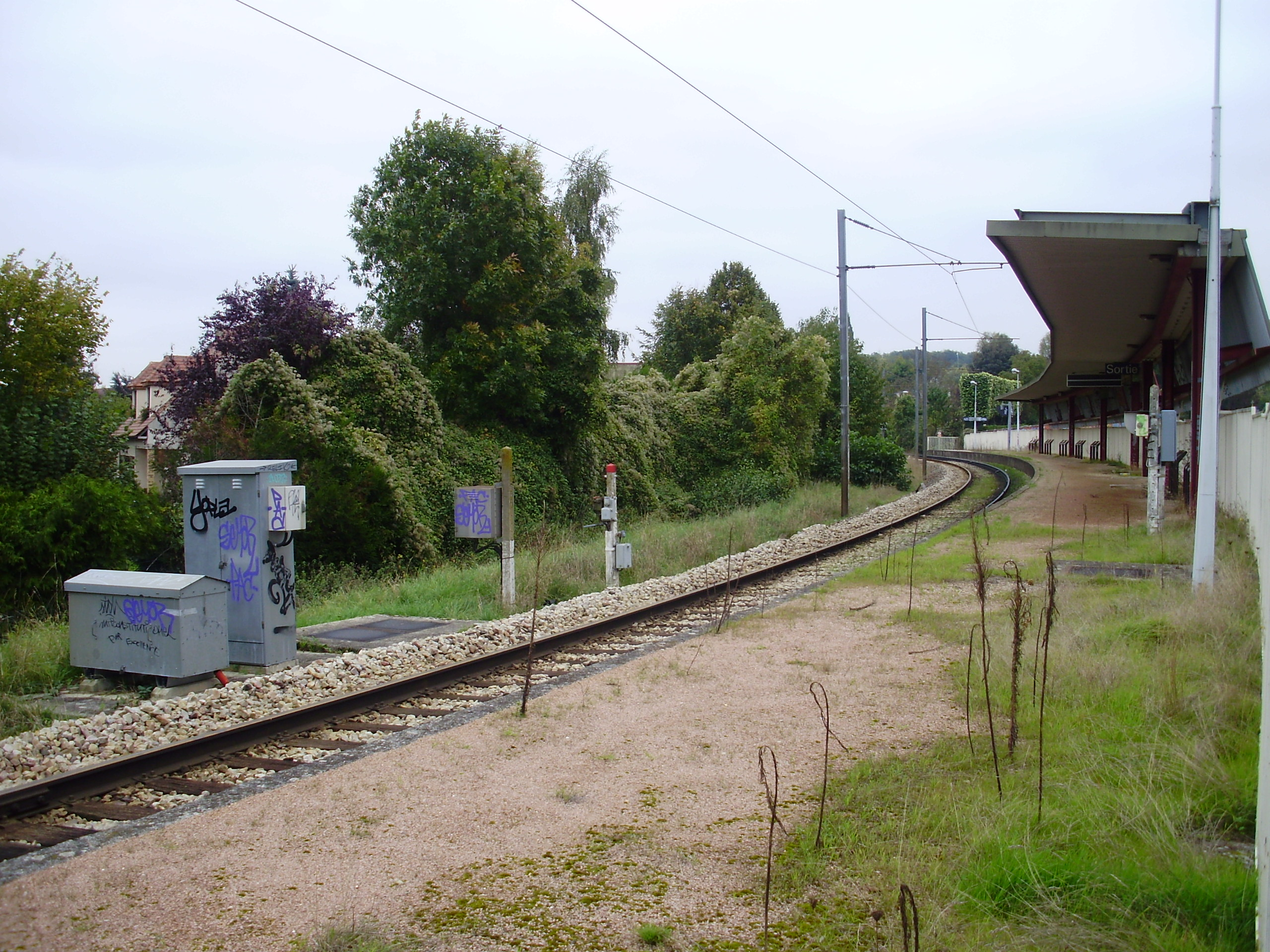
Na sluiting is het station niet gesloopt, om kosten te besparen